# Jaiku
Jaiku是一個「社群網路」、「微型部落格」及「人生轉播」服務，類似Twitter，由芬蘭的Jyri Engeström及Petteri Koponen於2006年2月成立，同年七月正式運行，2007年10月9日被Google收購。

## 歷史
Jaiku是在2006年2月由位處赫爾辛基的Jaiku有限公司建立。Jaiku的發起人將此服務命名為Jaiku，因為Jaiku貼文像日本俳句（haikus）。此外，芬蘭薩米人會唱尤伊克歌曲（Joik）來交流。

2011年10月14日，Google宣布他们决定在2012年1月15日将Jaiku关闭。

## 軟體
Jaiku是由建基於Python的Twisted架構編寫。
Jaiku兼容S60平台手提電話，因為Jaiku有此平台的客戶端軟體，可經由此軟體，以手機更新Jaiku。Jaiku亦有發表API，可供程式設計師製作第三方軟體。Jaiku與Twitter最大不同，是「人生轉播」功能，能將用戶的多種網絡活動紀錄整合起來，例如Flickr的相片、Last.fm的音樂及手機更新的位置數據。